# Liste des maires d'Agde
La liste des maires d'Agde présente la liste des maires de la commune française d'Agde, située dans le département de l'Hérault en région Occitanie.
Le premier maire d'Agde, M. d'Embry-Saladry, est élu le 4 février 1790.

## Liste des maires

### Entre 1790 et 1944
| Période       | Période       | Identité                                  | Étiquette     | Qualité |
| ------------- | ------------- | ----------------------------------------- | ------------- | --- |
| 1790          | 1792          | M. d'Embry-Saladry                        |               | Ancien conseiller à la Cour des comptes de Montpellier |
| décembre 1792 | 1794          | Louis-Antoine Le Pelletier des Ravinières |               | Propriétaire foncier |
| 1794          | 1795          | Joseph Dauby                              |               | Négociant |
| 1795          | 1795          | M. d'Embry-Saladry                        |               | Ancien conseiller à la Cour des comptes de Montpellier |
| 1795          | 1796          | M. Gisquet fils                           |               | Négociant, commissaire du Directoire |
| 1796          | 1798          | Jean Bousquet                             |               | Négociant, président de l'assemblée délibérative |
| 1798          | 1800          | Jean-François Batiste                     |               | Négociant |
| 1800          | 1808          | Jean-Antoine Floret                       |               | Marchand et négociant |
| 1808          | 1817          | Jean-Philippe Dauby                       |               | Négociant |
| 1817          | 1817          | Charles Roch-Pradines                     |               | Receveur du canal, propriétaire foncier |
| 1817          | 1825          | Jean-Paul Jules Balguerie père            |               | Ancien capitaine de navires, négociant |
| 1825          | 1827          | Pierre-Raymond Boyer                      |               | |
| 1827          | 1830          | Jean-Paul Fournié                         |               | |
| 1830          | 1834          | Pierre-François Balguerie fils            |               | Négociant |
| 1834          | 1835          | Louis Fournié                             |               | |
| 1835          | 1840          | Jacques Antoine Julien Coste              |               | Négociant |
| 1840          | 1848          | Jean-Pierre Romieu                        |               | |
| 1848          | 1851          | Étienne Joseph Rigaud-Caussat             |               | Négociant Conseiller général d'Agde (1848 → 1852) |
| 1851          | 1853          | Joseph Désiré Dolques                     |               | Négociant, ancien adjoint au maire |
| juin 1853     | février 1878  | Jacques Coste-Floret (1814-1890)          | Centre droit  | Industriel, ancien président du tribunal de commerce Député de l'Hérault (1869 → 1870) Conseiller général d'Agde (1852 → 1871) Nommé maire par décret impérial |
| mars 1878     | janvier 1881  | Armand Romieu (1830-1891)                 |               | Négociant en vin, ancien premier adjoint Nommé par décret du président Mac Mahon                                                                               |
| janvier 1881  | décembre 1882 | André Merliac (1830-1901)                 |               | Capitaine au long cours |
| décembre 1882 | décembre 1885 | Armand Romieu (1830-1891)                 |               | Négociant en vin Nommé par le sous-préfet de Béziers |
| décembre 1885 | mai 1888      | Aimé Blachas                              |               | Hôtelier |
| mai 1888      | avril 1890    | Armand Romieu (1830-1891)                 | Républicain   | Négociant en vin Révoqué |
| mai 1890      | mai 1892      | Adrien Vidal (1829-1915)                  |               | Capitaine au long cours |
| mai 1892      | mai 1900      | Marcel Crouzilhac (1846-1921)             | Républicain   | Propriétaire terrien Conseiller général d'Agde (1895 → 1901)                                                                                                   |
| mai 1900      | octobre 1900  | François Barthes                          |               | Pharmacien Démissionnaire |
| octobre 1900  | décembre 1919 | Jean Bédos, (1871-1951)                   | Rad.soc.      | Docteur en médecine et poète Premier adjoint au maire (1900) Conseiller général d'Agde (1901 → 1919)                                                           |
| décembre 1919 | août 1944     | Jean Félix (1885-1968)                    | SFIO puis USR | Propriétaire viticole Député de l'Hérault (1918 → 1928 et 1932 → 1936)                                                                                         |

### Depuis 1944
Depuis la Libération, huit maires se sont succédé à la tête de la commune.
| Période   | Période   | Identité                           | Étiquette      | Qualité |
| --------- | --------- | ---------------------------------- | -------------- | --- |
| août 1944 | mai 1945  | Lucien Petit                       |                | Teinturier, président du Comité local de libération |
| mai 1945  | mai 1953  | Louis Reboul, (1903-1966)          | Rad.           | Boucher Conseiller général d'Agde (1945 → 1958) Vice-président du conseil général (1951 → 1958) Chevalier de la Légion d'honneur (1956)                                                          |
| mai 1953  | mars 1965 | Louis Vallière, (1887-1966)        | DVG (app.SFIO) | Viticulteur, écrivain, membre fondateur de l'Escolo dau Sarret Adjoint au maire (1929 → 1935) Conseiller général d'Agde (1958 → 1964) Officier de la Légion d'honneur, Croix de guerre 1914-1918 |
| mars 1965 | mars 1971 | Pierrick Lapeyre (1909-1986)       | SE             | Vétérinaire, ancien résistant |
| mars 1971 | mars 1989 | Pierre Leroy-Beaulieu, (1928-2006) | UDR puis RPR   | Conseiller en relations publiques Député de l'Hérault (4e circ.) (1968 → 1973) |
| mars 1989 | mars 2001 | Régis Passerieux (1959- )          | PS             | Avocat, énarque Conseiller général d'Agde (1994 → 2008) |
| mars 2001 | mai 2024  | Gilles d'Ettore (1968- )           | SE puis UMP-LR | Ancien officier de police, permanent politique Député de l'Hérault (7e circ.) (2007 → 2012) Président de la CA Hérault Méditerranée (2003 → 2024) Démissionnaire                                 |
| juin 2024 | En cours  | Sébastien Frey (1972- )            | UDI            | Journaliste, ancien premier adjoint Conseiller général (2008 → 2015) puis départemental d'Agde (2015 → ) Président de la CA Hérault Méditerranée (2024 → )                                       |

## Conseil municipal actuel
Les 35 sièges composant le conseil municipal d'Agde ont été pourvus le 28 juin 2020 à l'issue du second tour de scrutin. Actuellement, il est réparti comme suit :